# Komisarivka, Krasnodon
Komisarivka (în ucraineană Комісарівка) este un sat în comuna Valievka din raionul Krasnodon, regiunea Luhansk, Ucraina.

## Demografie
Componența lingvistică a localității Komisarivka
     Rusă (69,43%)
     Ucraineană (30,57%)
Conform recensământului din 2001, majoritatea populației localității Komisarivka era vorbitoare de rusă (69,43%), existând în minoritate și vorbitori de ucraineană (30,57%).